# Ralf Bursy
Ralf „Bummi“ Bursy (* 18. Januar 1956 in Berlin; † 14. Februar 2022 ebendort) war ein deutscher Pop- und Rocksänger und Musikproduzent, der insbesondere bis 1989 in der DDR erfolgreich und populär war.

## Leben
Bursy absolvierte zunächst eine Lehre als Maschinen- und Anlagenmonteur und später ein Fernstudium an der Musikhochschule „Hanns Eisler“. Von 1977 bis 1979 sang er in der Hard-Rock-Band Regenbogen. Diese war aus einer zusammen mit Freunden gegründeten Schülerband entstanden, deren Programm vor allem aus nachgespielten Titeln von Uriah Heep und Deep Purple bestand. Einem größeren Publikum bekannt wurde er durch das Lied Du machst mich verliebt beim Auftritt der Band im Rahmen des Nationalen Jugendfestivals der DDR im Jahr 1978. Von 1979 bis 1981 war er Sänger der Band Keks, bevor er 1982 zur Band Prinzip wechselte.
Nach der Trennung von der Band im Juli 1986 begann er eine Solokarriere unter dem Künstlernamen Ralf Bummi Bursy. Musikalisch begleitet wurde er von Conny Bauer (Posaune), Ferry Grott (Trompete), Rene Decker (Saxophon), Reinhard Petereit (Gitarre), Judit Tudor (Background) und der Pop-Jazz-Band Flair. Bis 1989 erschienen beim DDR-Plattenhersteller Amiga zwei Alben, ein weiteres wurde 1992 von der Amiga-Nachfolgefirma DSB veröffentlicht. Die LP Wind im Gesicht verkaufte sich über 100.000 Mal in der DDR. Sechs Jahre später erschien bei BMG eine neu zusammengestellte Auswahl seiner bekanntesten Titel.
Nach 1992 arbeitete er als Produzent, unter anderem für Nena, Veronika Fischer und P. M. Sampson, sowie als Dienstleister für die Firma Jay Kay Music Entertainment.
Nach seinem Rückzug aus dem Musikgeschäft war Bursy Inhaber mehrerer Bekleidungsgeschäfte in Berlin. Er starb Mitte Februar 2022 nach schwerer Krankheit im Alter von 66 Jahren in Berlin. Bursy hinterließ seine Frau und zwei Kinder.

## Diskografie

### Alben
- 1987: Wind im Gesicht (Amiga)
- 1989: Irgendwo (Amiga)
- 1992: Schick mich auf die Reise (DSB)
- 1998: Eh die Liebe stirbt (BMG)

### Singles & EPs
- 1986: Eh’ die Liebe stirbt / Feuer im Eis / In der Tiefe der Nacht / Ein Lied (Amiga-Quartett)
- 2004: Keine Lügen mehr (Maxi-CD)